# 30 cm Raketenwerfer 56
30 см Raketenwerfer 56 — реактивная система залпового огня немецкого производства Второй Мировой войны. 

## Описание
Raketenwerfer 56  — шестиствольная ракетная установка, смонтированная на базу противотанковой пушки 5 cm Pak. 38. Ракеты оставляли заметный след, выдающий огневую позицию. Пусковая установка имела 6 секций, расположенных в два ряда по три в каждом.

## История
Начало применения с 1944 по 1945 годы на всех театрах, кроме Норвегии. Raketenwerfer 56 был организован в батареи из шести пусковых установок, имеющих по три батареи на батальон. Их сосредотачивали в Werfer-Полки и бригады. Эти батальоны вели службу на Восточном фронте, в Италии, Франции и Германии.